# Monohelea wirthi
Monohelea wirthi är en tvåvingeart som beskrevs av Khalaf 1969. Monohelea wirthi ingår i släktet Monohelea och familjen svidknott. Inga underarter finns listade i Catalogue of Life.